# Steve Winwood
Stephen Lawrence Winwood (Birmingham, Inglaterra; 12 de mayo de 1948), más conocido como Steve Winwood, es un cantante, teclista y compositor de rock británico. Sus primeros pasos los dio en las bandas Spencer Davis Group y Traffic, y luego en el supergrupo inglés Blind Faith, todo ello en los años sesenta, y posteriormente inició, a mediados de los años 1970, una exitosa carrera como solista que tuvo su punto culminante en la segunda mitad de los años 1980. Su sonido se caracteriza por el uso del teclado como instrumento principal, adornado con influencias de jazz, R&B y blues.

### Primeros pasos
A la edad de 14 años Winwood comienza a tocar en Spencer Davis Group hasta abril de 1967, para luego ser cofundador de Traffic junto a Jim Capaldi y Dave Mason y posteriormente formar parte del super-grupo Blind Faith junto a Eric Clapton Ric Grech y Ginger Baker. Su paso por estas tres agrupaciones le hicieron merecedor de un reconocido prestigio como compositor, cantante y tecladista.

### Carrera como solista
En 1977, tras dejar el supergrupo Go (con Stomu Yamashita y Al Di Meola), con el que grabó Go, Winwood publica su primer álbum solista, "Steve Winwood", con el cual consigue estatus de doble platino. Este álbum contiene los temas "Midland Maniac" y "Vacant Chair". No sería hasta la publicación del álbum "Arc Of Diver" de 1980 que Winwood consolidaría su éxito como solista. Este disco contiene la canción éxito "While You See A Chance" y el Hot 100 "Arc Of Diver", elevando el disco a la categoría de multiplatino.
En 1982, el álbum "Talking Back To The Night", que contiene la canción del Hot 100 "Valerie" no tuvo el mismo éxito del anterior y eso lo llevó a modificar el trabajo de producción de su siguiente álbum incluyendo la participación de otros artistas. Hasta esa fecha Winwood asumía tanto la producción como la grabación de sus discos en su estudio privado ubicado en su casa de Gloucestershire.
En 1986, apareció "Back in the high Life", grabado íntegramente en Nueva York, con la coproducción de Russ Titelman, incluye la participación de un selecto grupo de artistas como Chaka Khan, James Ingram, Nile Rodgers, James Taylor, Joe Walsh, Jocelyn Brown, Steve Ferrone y Randy Brecker. Este álbum se convirtió en el punto más alto de la carrera de Winwood, con los éxitos "Higher Love" (N.º 1 por una semana), "Freedom Overspill" (N.º 20), "The Finer Things" (N.º 8) y "Back in the High Life Again" (N.º 13). El éxito de "Back in The High Life" permitió a Winwood triunfar en los premios Grammy de 1987 en donde obtuvo los galardones de "Grabación del año" y "Mejor vocalista masculino".
En 1987, editó el álbum "Chronicles", un recopilatorio con versiones remasterizadas de sus éxitos. Este disco le ayudó a colocar en los Hot 10 el tema "Valerie" del álbum "Talking Back To The Night". En 1988, Winwood lanzó el álbum "Roll With It", cuyo tema homónimo se mantendría en el N.º 1 por cuatro semanas. Otros temas destacados de este álbum son "Don't You Know What The Night Can Do?" (N.º 6) y "Holding On" (N.º 11). Con este disco Winwood adquiere definitivamente la categoría de clásico y alcanza la cumbre de su popularidad.
Luego del éxito de "Roll with It", los álbumes posteriores de Winwood no lograrían mayor repercusión. En 1990 lanza "Refugees Of the Heart", que pese a llegar a la categoría de platino, no colocaría ningún Hit en los Hot 10. En 1995, Winwood logró colocar en el N.º 1 del Hot 10 el tema principal de la película "Balto" "Reach for The Light".
Sus restantes álbumes Junction Seven" de 1997 y "About Time" de 2003 no logran el éxito esperado
Lanzó un CD y DVD doble junto a Eric Clapton con grabaciones de sus actuaciones en el Madison Square Garden en febrero de 2008.

## Discografía

### Álbumes
- Steve Winwood (1977)
- Arc of a Diver (1980)
- Talking Back to the Night (1982)
- Back In the High Life (1986)
- Chronicles (1987)
- Roll With It (1988)
- Refugees Of the Heart (1990)
- Junction Seven (1997)
- About Time (2003)
- Nine Lives (2008)

### Sencillos
- "While You See A Chance" (1981) n.º 7 EE. UU.
- "Arc Of A Diver" (1981) n.º 48 EE. UU.
- "Still In The Game" (1982) n.º 47 EE. UU.
- "Valerie" (1982) n.º 70 EE. UU.
- "Higher Love" (1986) n.º 1 EE. UU. - 1 semana, #13 Reino Unido
- "Freedom Overspill" (1986) n.º 20 EE. UU.
- "The Finer Things" (1987) n.º 8 EE. UU.
- "Back in the High Life Again" (1987) n.º 13 EE. UU.
- "Valerie" (remix) (1987) n.º 9 EE. UU., n.º 19 Reino Unido
- "Roll With It" (1988) n.º 1 EE. UU. - 4 semanas.
- "Don't You Know What The Night Can Do?" (1988) n.º 6 EE. UU.
- "Holding On" (1988) n.º 11 EE. UU.
- "Hearts On Fire" (1989) n.º 53 EE. UU.
- "One and Only Man" (1990) n.º 18 EE. UU.
- "Reach for the Light (tema de la película Balto)" (1995) n.º 1 EE. UU. - 4 semanas.